# Двајт Јорк
Двајт Еверсли Јорк (енгл. Dwight Eversley Yorke; Канан, 3. новембар 1971) је бивши фудбалер са Тринидада и Тобага. Играо је у Астон Вили, Манчестер јунајтеду, Блекберн роверсу, Бирмингему, Сиднеју и Сандерленду.
За репрезентацију Тринидада и Тобага је играо 74 пута и постигао 19 голова.

## Трофеји

### Клупски
Астон Вила
- Лига куп Енглеске (2) : 1993/94, 1995/96.

Манчестер јунајтед
- Премијер лига (3) : 1998/99, 1999/00, 2000/01.
- ФА куп (1) : 1998/99.
- УЕФА Лига шампиона (1) : 1998/99.
- Интерконтинентални куп (1) : 1999.

Сиднеј
- Прва лига Аустралије (1) : 2005/06.

Сандерленд
- Чемпионшип (1) : 2006/07.

### Репрезентативни
Тринидад и Тобаго
- Куп Кариба (1) : 1989.